# Guichard V van Beaujeu
Guichard V van Beaujeu (ca. 1238 - 1265) was heer van Beaujeu in het hertogdom Bourgondië tussen 1250 en 1265.
Guichard V volgde zijn vader Humbert V van Beaujeu op na diens dood op kruistocht. Guichard was toen nog minderjarig en stond onder voogdij tot 1253. Hij gold als een verzoener. Hij gaf stadscharters aan Miribel en aan Villefranche (1260), en bij een conflict met het kapittel van Lyon stond hij zijn rechten op het kasteel van Saint-Bernard d’Anse af. Door de Franse koning werd hij als diplomaat gestuurd naar Hendrik III van Engeland.

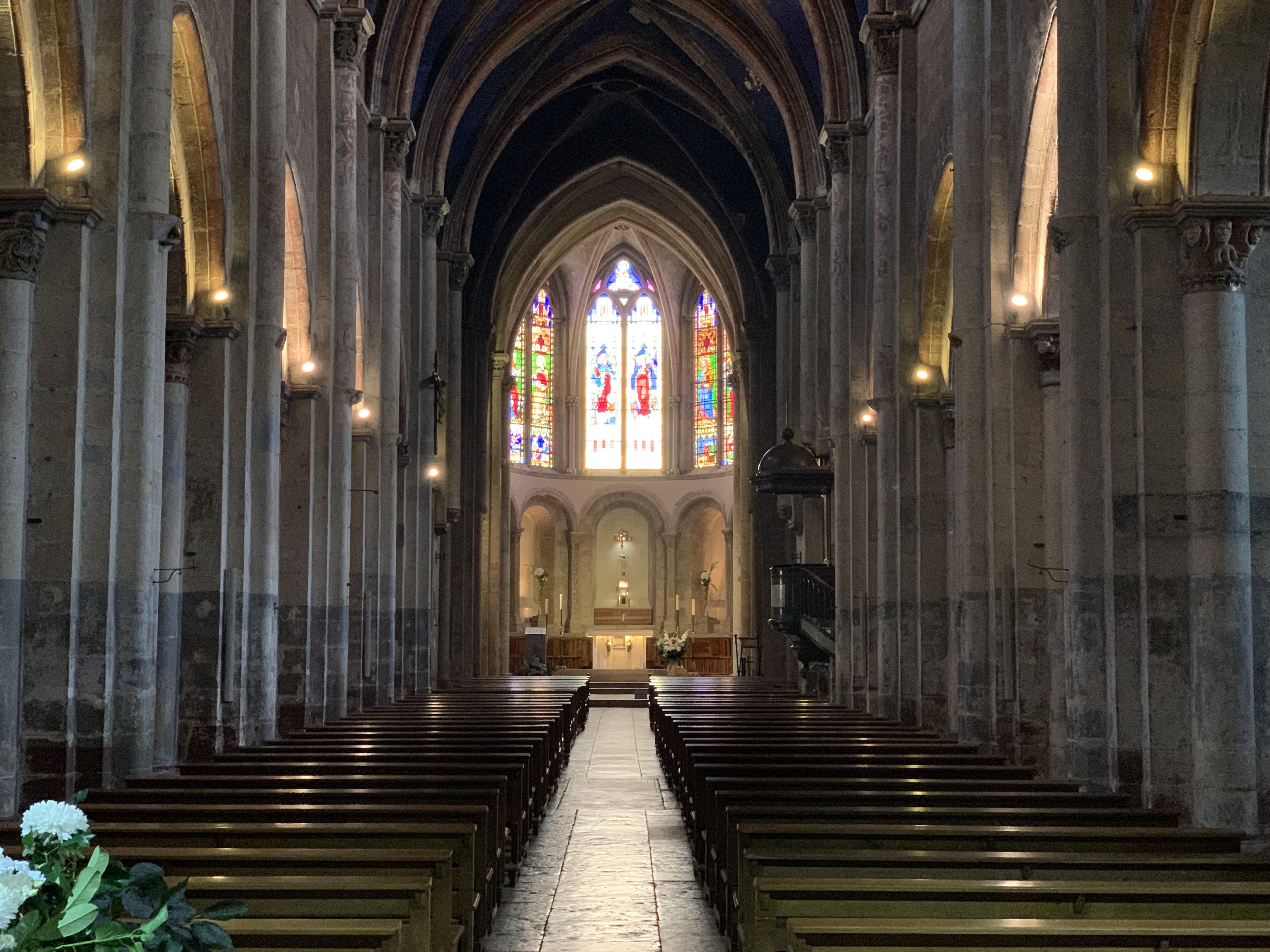
De abdijkerk van Belleville (interieur)

Guichard huwde met Blanche van Chalon maar dit huwelijk bleef kinderloos. Hij stierf in 1265 en werd begraven in de abdijkerk van Belleville, de grafkerk van het huis Beaujeu. In zijn testament duidde Guichard zijn zus Isabelle en haar echtgenoot Renaud I van Forez aan als zijn erfgenamen. Zo werden Forez en Beaujolais, die in het verleden bittere rivalen waren, verenigd.